# ایستگاه متروی ارم سبز

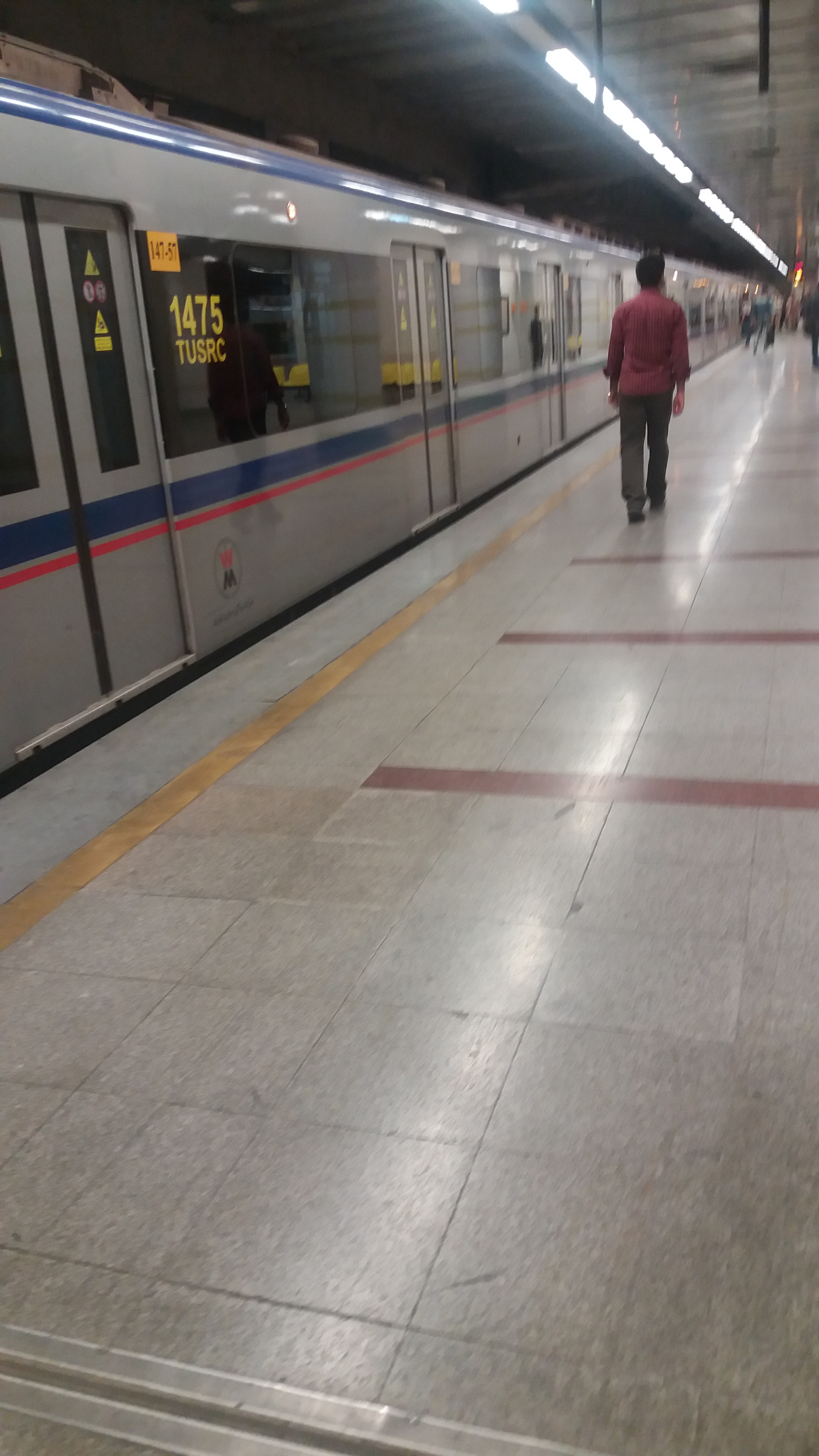
ایستگاه متروی ارم سبز - سکو خط ۴–۱۳۹۵

ایستگاه متروی ارم سبز یک ایستگاه تقاطعی در خط ۵ متروی تهران (خط متروی تهران-کرج) و خط ۴ متروی تهران است.
این ایستگاه که در بلوار فردوس غرب، انتهای بلوار شقایق جنوبی و در نزدیکی بزرگراه باکری قرار دارد.
در مرداد ماه سال ۱۳۹۴ تصمیم گرفته شد که نام اکباتان از ایستگاه برداشته شده و نام کلی آن به ارم سبز تغییر پیدا کند، علت این امر جلوگیری از اشتباه گرفتن این ایستگاه با ایستگاه شهرک اکباتان توسط مردم بوده‌ است.
این ایستگاه مترو دارای دو سکو در خط ۵ متروی تهران و یک سکوی دو طرفه در خط ۴ متروی تهران می‌باشد.

## موقعیت ایستگاه
این ایستگاه در خط ۴ بین ایستگاه متروی شهرک اکباتان و ایستگاه متروی علامه جعفری واقع شده است.
این ایستگاه در خط ۵ متروی تهران بین ایستگاه متروی صادقیه و ایستگاه متروی ورزشگاه آزادی واقع شده است.